# 2013年國家聯盟外卡晉級賽
2013年國家聯盟外卡晉級賽（2013 National League Wild Card Game），是由東區、中區、西區等三區的冠軍以外的球隊進行排名，以勝率前兩名的球隊獲得外卡資格，兩隊將會進行1場比賽，獲勝的球隊可以晉級國家聯盟分區賽，其中兩隊以勝率較高的球隊獲得主場優勢，如果兩隊的勝率相同的時候，則以兩隊球季比賽獲得優勢的球隊擁有主場優勢。比賽於美國時間10月1日晚上8點開始。
匹茲堡海盜戰績94勝68敗，優於辛辛那提紅人的90勝72敗，因此由海盜獲得主場優勢。海盜先發投手為弗朗西斯科·利瑞安諾，紅人先發投手為強尼·奎托。

## 比賽結果
PNC球場，匹茲堡，賓夕法尼亞州
| 辛辛那提紅人 | 0 | 0 | 0 | 1 | 0 | 0 | 0 | 1 | 0 | 2 | 6  | 1 |
| 匹茲堡海盜 | 0 | 2 | 1 | 2 | 0 | 0 | 1 | 0 | x | 6 | 13 | 0 |
| 勝投： 弗朗西斯科·利瑞安諾 (1–0) 敗投： 強尼·奎托 (0–1) 全壘打： 紅人：秋信守(8上,1分) 海盜：Marlon Byrd(2下,1分)、羅素·馬丁 2 (2下,1分,7下,1分) |   |   |   |   |   |   |   |   |   |   |    |   |

### 比賽經過
2局下，Marlon Byrd和羅素·馬丁就各擊出陽春砲取得2比0領先。3局下，Pedro Alvarez擊出高飛犧牲打。4局上，傑·布魯斯擊出安打送回秋信守，得到紅人第一分。7局下，羅素·馬丁敲出個人單場第二轟。8局上，秋信守也擊出全壘打，但是為時已晚。最終海盜派出Jason Grilli成功關門，海盜晉級分區賽，將面對紅雀隊。